# 佐藤景瑚
佐藤 景瑚（さとう けいご、1998年〈平成10年〉7月29日 - ）は、日本のアイドル。男性アイドルグループ・JO1のメンバー。愛知県名古屋市出身。LAPONEエンタテイメント所属。

## 来歴
愛知県名古屋市出身。メンバーの木全翔也とは出身の市、そして区も同じである。EXPG名古屋校に在籍していた。地元の高校を卒業後、美容専門学校に通い、免許を取得して美容師となった。営業後にシャンプーの練習をしていた佐藤は、水を出しっぱなしのまま帰宅してしまい、翌日から2日間休みだった美容室を溢れ出た水で大洪水にしてしまったという大失敗もあり、1ヶ月で美容師を辞めることとなった。その当時を「辛かった。飽きちゃったのかもわからないですけど」と回顧し、「することがなく辞めた後の生活について迷っていた」と本人は話している。
2019年9月、サバイバルオーディション番組『PRODUCE 101 JAPAN』（TBSテレビ）に参加し、最終順位7位で、JO1のメンバーに選ばれる。
2020年3月4日、JO1のメンバーとして『PROTOSTAR』でデビュー。

## ディスコグラフィ

### デジタルシングル
| リリース日   | タイトル | 備考                                |
| ------------ | -------- | ----------------------------------- |
| 2025年5月5日 | BANANA   | JO1のYouTube企画「PLANJ」公開楽曲。 |

### 参加楽曲

#### PRODUCE 101 JAPAN
| リリース日     | タイトル                              | 備考                                                                              |
| -------------- | ------------------------------------- | --------------------------------------------------------------------------------- |
| 2019年9月3日   | ツカメ〜It's Coming〜                 | 番組テーマ曲。『ツカメ〜It's Coming〜』に収録                                     |
| 2019年11月28日 | クンチキタ                            | コンセプト課題曲。『PRODUCE 101 JAPAN - 35 Boys 5 Concepts』に収録。              |
| 2019年12月12日 | GrandMaster                           | デビュー評価課題曲および最終バラード課題曲。『PRODUCE 101 JAPAN - FINAL』に収録。 |
| 2019年12月12日 | さよなら青春 (PRODUCE 101 JAPAN ver.) | デビュー評価課題曲および最終バラード課題曲。『PRODUCE 101 JAPAN - FINAL』に収録。 |

### ミュージックビデオ
| 公開日        | タイトル | リンク     | 監督       |
| ------------- | -------- | ---------- | ---------- |
| 2025年1月27日 | BANANA   | [ 動画 1 ] | AFGHAN RAY |

## 出演

### テレビ番組
- PRODUCE 101 JAPAN (2019年9月26日 - 12月12日、TBSテレビ、GYAO!) [7]
- シソンヌ長谷川×○○のキマリ（2023年3月24日 - 4月6日、テレビ朝日）- 8代目MC[10]
- 火曜NEXT!『ケーススタディ～禁断の恋愛実験～』（2023年8月29日・9月5日、フジテレビ）- MC[11]

### テレビドラマ
- とりあえずカンパイしませんか? 最終話（2023年3月23日、テレビ東京） - 陸 役[12]
- 366日 第1話・第3話・第8話・第10話・最終話（2024年4月8日・22日・5月27日・6月10日・17日、フジテレビ系） - 鮫島健司 役[13]

### 配信ドラマ
- ショート・プログラム「どこ吹く風」「Dreamer」（2022年3月6日配信、Amazon Prime Video）- 田原正平 役[14]
- とりあえずカンパイしませんか?～アテのない男たち～（2023年3月23日、TVer）- 陸 役[12]

### 吹き替え
- ファンタスティック4:ファースト・ステップ（2025年7月25日） - ベン・グリム / ザ・シングにすれ違いざまに声を上げる男性 役[15]

### イベント
- オールナイトニッポン55周年記念　オールナイトニッポンXスペシャルライブ2023（2023年1月15日、横浜アリーナ）- MC[16]

### 広告
- Dole（2025年4月18日 - ） - Doleバナ活サポーター バナナ番長[17]

## PRODUCE101JAPANでの成績・活動

### クラス分け評価
- 初回評価：Aクラス
- 再評価：Aクラス

### ポジションバトル
- 2019年10月10日放送 第3話
- 課題曲：BTS「DNA」
- チーム：2組
- 個人順位：1位
- 勝利チーム：1組

全体順位（ダンス）:4位

### グループバトル
- 2019年10月31日放送 第6話
- 課題曲：EXO「LOVE ME LIGHT」
- 担当：サブボーカル1
- 個人順位：3位
- チーム順位：7位

### コンセプトバトル
- 2019年11月28日放送 第10話
- 課題曲：「クンチキタ」
- 担当：サブボーカル3
- 個人順位：2位
- チーム順位：1位

### デビュー評価
- 2019年12月11日放送 第12話
- 課題曲：「Grand Master」
- 担当：サブボーカル4

### 投票順位
第1回投票期間（2019年9月26日-10月18日）
- 1週目：25位（9月26日発表）
- 2週目：19位（10月3日発表）
- 3週目：17位（10月11日発表）
- 5週目：12位（10月24日発表）※第1回順位発表式

第2回投票期間（2019年10月24日-11月8日）
- 6週目：14位（10月31日発表）
- 8週目：16位（11月14日発表) ※第2回順位発表式

第3回投票期間（2019年11月14日-11月29日）
- 9週目：17位（11月21日発表）
- 11週目：13位（12月6日発表）※第3回順位発表式

第4回投票期間（2019年12月5日-12月11日）
- 12週目：7位（12月11日発表） ※最終順位

### 動画
1. ↑  [𝐏𝐋𝐀𝐍𝐉] ORIGINAL：'BANANA' – KEIGO. YouTube. 27 January 2025. 2025年5月29日閲覧.